# Eufrànor (gramàtic)
Eufrànor (grec antic: Eὐφράνωρ, llatí: Euphranor) fou un gramàtic grec que fou el mestre d'Apió quan ja tenia uns cent anys, segons la Suïda.